# Harliivka, Popilnea
Harliivka (în ucraineană Харліївка) este o comună în raionul Popilnea, regiunea Jîtomîr, Ucraina, formată numai din satul de reședință.

## Demografie
Componența lingvistică a comunei Harliivka
     Ucraineană (97,52%)
     Rusă (1,31%)
     Alte limbi (0,73%)
Conform recensământului din 2001, majoritatea populației comunei Harliivka era vorbitoare de ucraineană (97,52%), existând în minoritate și vorbitori de rusă (1,31%).